# Suijiang

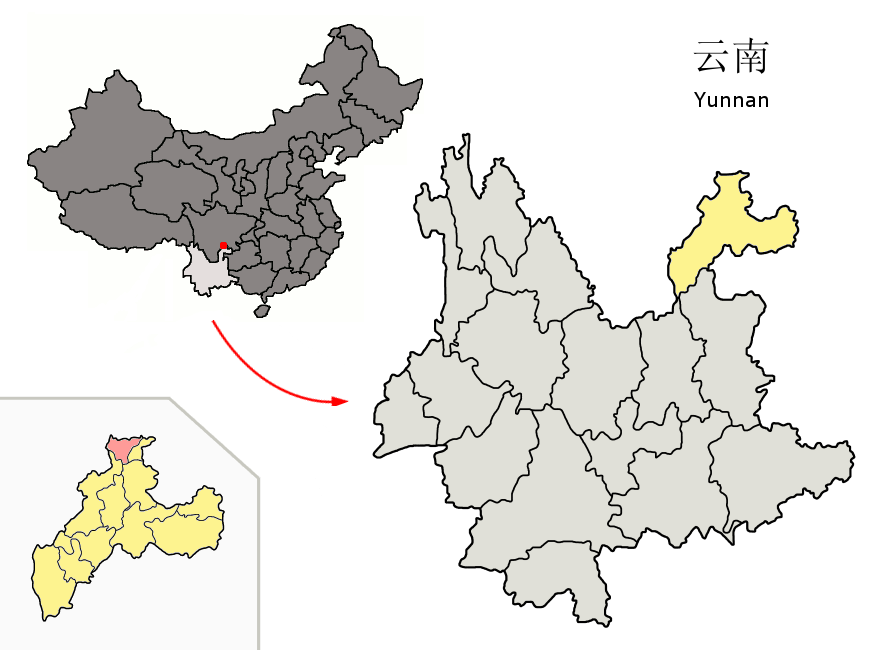
Lage des Kreises Suijiang (rosa) in der bezirksfreien Stadt Zhaotong (gelb)

Der Kreis Suijiang (绥江县,  Suíjiāng Xiàn) ist ein Kreis der bezirksfreien Stadt Zhaotong im Nordosten der chinesischen Provinz Yunnan. Er liegt am Südufer des Jinsha Jiang. Sein Hauptort ist die Großgemeinde Zhongcheng (中城镇). Der Kreis Suijiang hat eine Fläche von 750,1 km² und zählt 135.468 Einwohner (Stand: Zensus 2020).

## Administrative Gliederung
Auf Gemeindeebene setzt sich der Kreis aus fünf Großgemeinden zusammen. Diese sind:
- Großgemeinde Zhongcheng 中城镇
- Großgemeinde Nan’an 南岸镇
- Großgemeinde Xintan 新滩镇
- Großgemeinde Huiyi 会仪镇
- Großgemeinde Banli 板栗镇